# 鄭宇
鄭宇（韓語：정우，1981年1月14日—），韓國男演員，本名金情國。
2001年以電影《七人的凌晨》出道，一開始都是擔任小角色，2009年在《風願》擔任主角，這部是以鄭宇自傳故事為基礎製作的電影，用自然的演技表現出滑頭滑腦的表情和粗線條的角色，受到電影相關人員很多好評，被稱為「很有可能成功的演員」，但隨後就入伍而中斷演藝事業。2013年，於電視劇《請回答1994》中擔綱主角，躍上明星行列。

## 演出作品

### 電視劇
- 2005年：MBC《悲傷戀歌》飾演 李民豪
- 2005年：SBS《露露公主》飾演 李代理
- 2007年：SBS《如果愛，就像他們》
- 2007年：KBS《壞愛情》飾演 韓政宇
- 2009年：MBC《男版灰姑娘》飾演 馬伊山
- 2009年：SBS《綠色馬車》飾演 姜錫鐘
- 2010年：MBC《蒲公英家族》飾演 金魯植
- 2012年：KBS《Drama Special 七星號》飾演 朴容大
- 2013年：KBS《最佳李純信》飾演 徐政旭
- 2013年：tvN《請回答1994》飾演 金在俊 (垃圾哥)
- 2015年：tvN《請回答1988》飾演 金在俊 (垃圾哥) EP.18 特別出演
- 2021年：Netflix《不瘋不狂不愛你》飾演 盧揮吳
- 2022年：Netflix《模範家族[3]》飾演 朴動廈
- 2022年：tvN《精神教練諸葛吉》飾演 諸葛吉
- 2023年：JTBC《奇蹟的兄弟》飾演 陸東柱

### 電影
- 2001年：《七人的凌晨》
- 2002年：《浪子發跡》
- 2002年：《蛋白質男孩》
- 2003年：《我的野蠻女教師》飾演 流氓
- 2003年：《偷情家族》飾演 鄰里流氓
- 2003年：《春風吹拂》
- 2004年：《那小子真帥》飾演 朴李
- 2004年：《跆拳對決》飾演 朴道秀
- 2005年：《那時候的人們》飾演 韓載國
- 2006年：《死生決斷》飾演 金刑警
- 2006年：《夥伴》
- 2006年：《缺乏愛對兩個男人的影響》飾演 無知的人
- 2008年：《宿命》飾演 崔正學
- 2008年：《惡緣，踏上通往地獄的列車》
- 2008年：《Spare》
- 2009年：《風願》
- 2012年：《人類滅亡報告書》飾演 仲東
- 2013年：《Red Family》飾演 金在弘
- 2015年：《如此美好》
- 2015年：《喜馬拉雅》飾演 朴武澤
- 2017年：《再審》飾演 李俊英
- 2017年：《第五列》
- 2017年：《興夫》飾演 延興夫
- 2020年：《竊聽行動》飾演 劉大權
- 2022年：《热血》饰演 朴熙修
- 2024年：《別碰髒錢》（더러운 돈에 손대지 마라）[4]

### MV
- 2004年：輝星《不治之症》
- 2004年：輝星《當我愛著誰的時候》
- 2006年：Jea&延智《The Day》
- 2007年：Black Pearl《喜歡怎麼辦》+《結果...還是你》（與黃正音）
- 2007年：李昇基《善意的謊言》+《為什麼要走》
- 2007年：Monday Kiz《善良的男人》+《男人阿》（與河錫辰、申澀琪、元泰希）
- 2008年：SeeYa 《那個人》+《即使沒有我》（與南奎里）
- 2009年：朱賢美&徐玄（feat.Davichi）《Jjalajjaja》（與俞利、林藝真）
- 2009年：鄭燁《結束了》

### 綜藝節目
| 日期                  | 電視台 | 節目名稱                  |
| 2016年1月1日-02月12日 | tvN    | 《花樣青春》第三季 冰島篇 |

## 獲獎
- 2010年：第47屆大鐘獎－男新人獎（風願）
- 2013年：KBS演技大賞－男子新人演技獎（最佳李純信）
- 2014年：韓國第一品牌大賞—特別獎
- 2014年：第9屆亞洲模特頒獎禮—人氣明星獎
- 2014年：第50屆百想藝術大賞－TV部門 男子新人演技獎（請回答1994）
- 2014年：第3屆大田電視劇節－中篇電視劇 男子優秀演技賞（請回答1994）

## 腳註
1. ↑  정우│My name is.. （页面存档备份，存于）
2. ↑  鄭宇“看著迎來全盛期的兒子，母親流下淚水” （页面存档备份，存于） 韓國中央日報中文網
3. ↑  . KSD 韓星網.   [2022-02-06]. （原始内容存档于2022-02-21） （中文（繁體））.
4. ↑  . iMBC 연예. 2024-09-03  [2024-09-05]. （原始内容存档于2024-09-03） （韩语）.

## 外部連結
- NAVER （页面存档备份，存于）
- Daum （页面存档备份，存于）